# Hexatoma (Eriocera) unicolor
Hexatoma (Eriocera) unicolor is een tweevleugelige uit de familie steltmuggen (Limoniidae). De soort komt voor in het Oriëntaals gebied.